# Marathon van Los Angeles 2013
De marathon van Los Angeles 2013 vond op 18 maart 2013 plaats in Los Angeles. Het was de 28e keer dat dit evenement werd gehouden. 
Bij de mannen werd de wedstrijd opnieuw gedomineerd door de Kenianen. De eerste vier aankomende lopers kwamen uit dit land. De wedstrijd werd gewonnen door 26-jarige Erick Mose in 2:09.44. Bij de vrouwen was de 27-jarige Wit-Russische Aleksandra Duliba het snelste met een finishtijd van 2:26.08. Zij verbeterde hiermee met haar eerste marathon ooit gelopen tevens het nationale record. De marathon was tevens een man-vrouw wedstrijd, waarbij de elite-vrouwen 18 minuten en 35 seconden voorsprong kregen op de mannen. Deze wedstrijd werd gewonnen door de vrouwen, waarmee Duliba naast de $ 25.000 aan prijzengeld voor haar snelste vrouwentijd ook een bonus van $ 50.000 dollar won voor de overwinning in de man-vrouw wedstrijd.
Naast de marathon was er ook een hardloopwedstrijd over 5 km. Het evenement was gesponsord door Asics.

## Wedstrijd
Mannen
| rang | naam             | land | tijd    |
| ---- | ---------------- | ---- | ------- |
| 1    | Erick Mose       | KEN  | 2:09.44 |
| 2    | Julius Keter     | KEN  | 2:10.31 |
| 3    | Nicholas Chelimo | KEN  | 2:10.43 |
| 4    | Weldon Kirui     | KEN  | 2:10.51 |
| 5    | Vitaly Shafar    | UKR  | 2:13.30 |
| 6    | Philemon Baaru   | KEN  | 2:14.39 |
| 7    | Nick Arciniaga   | USA  | 2:17.05 |
| 8    | Chris Chavez     | USA  | 2:19.21 |
| 9    | Benard Onsare    | CAN  | 2:24.49 |
| 10   | Jared Abuya      | USA  | 2:25.17 |

Vrouwen
| rang | naam              | land | tijd    |
| ---- | ----------------- | ---- | ------- |
| 1    | Aleksandra Duliba | BLR  | 2:26.08 |
| 2    | Zemzem Ahmed      | ETH  | 2:30.32 |
| 3    | Deena Kastor      | USA  | 2:32.39 |
| 4    | Aberash Nesga     | ETH  | 2:37.10 |
| 5    | Colleen De Reuck  | USA  | 2:41.24 |
| 6    | Joanna Zeiger     | USA  | 2:44.49 |
| 7    | Ailsa MacDonald   | CAN  | 2:48.16 |
| 8    | Julia Budniak     | USA  | 2:49.30 |
| 9    | Natalie Stein     | USA  | 2:57.54 |
| 10   | Kate Freeman      | USA  | 2:58.30 |

1986 ·
1987 ·
1988 ·
1989 ·
1990 ·
1991 ·
1992 ·
1993 ·
1994 ·
1995 ·
1996 ·
1997 ·
1998 ·
1999 ·
2000 ·
2001 ·
2002 ·
2003 ·
2004 ·
2005 ·
2006 ·
2007 ·
2008 ·
2009 ·
2010 ·
2011 · 
2012 ·
2013 ·
2014 ·
2015 ·
2016 ·
2017